# İlhan Erşahin
İlhan Erşahin (ur. 1965 w Sztokholmie) – saksofonista jazzowy tureckiego pochodzenia. Współpracował między innymi z Norą Jones. Jest członkiem zespołu Wax Poetic.

## Dyskografia
- Wax Poetic – Copenhagen (Nublu Records 2006)
- Love Trio – Love Trio in Dub feat. U-Roy (Nublu Records 2006)
- İlhan Erşahin – Our Theory feat. Erik Truffaz (Nublu Records 2005)
- Wax Poetic – Nublu Sessions (Ultra Records 2003)
- İlhan Erşahin – Wonderland (Nublu Records 2002) (Doublemoon 2002)
- Love Trio – Love Trio (Nublu Records 2002) (Numoon 2002)
- Nublu – Temple Of Soul Sessions Vol 1&2 (Nublu Records 2002) (Numoon 2002)
- İlhan Erşahin Quartet – Virgo (Doublemoon 2000)
- Wax Poetic – Wax Poetic (Doublemoon 1998) (Atlantic 1999)
- İlhan Erşahin Trio – Home (Doublemoon/Golden Horn 1997)
- İlhan Erşahin Quintet – Our Song (Golden Horn 1997)